# Liber Dalminium
Liber Dalminium je knjiga koju su navodno napisali stari Dalmati, a izdao je stanoviti Israel Edelstein. U stvarnosti je vjerojatnije da je on i napisao knjigu. Knjiga ima strukturu sličnu svetim knjigama drugih religija ( Biblija, Kuran ), i u 19 poglavlja opisuje postanak svijeta, neke religijske ideje navodne starodalmatske religije i navodna proročanstva o budućnosti.

## Sadržaj
Prvo poglavlje je svojevrsni uvod u sadržaj, pohvala bogu Vodan-u i svemu stvorenome. Drugo poglavlje opisuje stvaranje svijeta. Treće poglavlje opisuje Vodanovo samožrtvovanje i otkriće svetih runa. Četvrto poglavlje opisuje konstituciju svijeta. U petom poglavlju se govori o stvaranju ljudi od strane Vodan-a.
od 6. do 8. poglavlja se govori o Vodanovom neprijatelju Lot-u i njegovom stvaranju iskvarenih zlih ljudi.
Deveto poglavlje govori o skrivenoj dolini, nekoj vrsti raja gdje žive bogovi Ansi(anđeli).
ostatak knjige govori o godinama patnje, stradanja i spasa za manjinu "vjernih" (faidul jomni de gente) i obnovi vodanove vlasti na zemlji.
Interesantno je 16 poglavlje u kojemu se govori o uskrsnuću mrtvih:
"sant maur sufrir in tiara 2 e multi jost jomni de gente piardoit 3 moreit de amaluot mua de mun de nemiki 4 ko fuot pakar a jali 5 ko fuot a medkur i leziuni 6 o vodan in te ju krai 7 muart na sant fain a jomno jost 8 vodan fuot rakolgro i kaduoti 9 e tot jost jomni defuant 10 e alzur jali de muart 11 de tiara e de pulvro jal fuot fabrikur korpo junkaura 12 na fuot dementikur nencioin 13 menur i jost jomni in askondoit val 14 kauk jali fuot viva vita siansa fain 15 o vodan o ple amuot"
(mnogo je patnje na zemlji, i mnogi pravedni ljudi postradaše, umrli od bolesti ili od ruke neprijatelja. tko će im platiti, tko će izlijećiti rane, o vodane u tebe vjerujem, smrt nije kraj za pravednika, Vodan će okupiti pale i sve mrtve pravednike, i podići ih iz smrti, iz zemlje i praha napraviti tijelo iznova. Neće zaboraviti nikoga. Povest će pravednike u skrivenu dolinu, tamo će oni živjeti život bez kraja, o vodane o pre voljeni.)